# Kolkwitz

Quán rượu „Koselmühle", gần Glinzig

Kolkwitz (tiếng Sorbia Golkojce) là một đô thị thuộc huyện Spree-Neiße, đông nam Brandenburg, Đức.
Kolkwitz có khoảng cách 15 km về phía tây Cottbus. location Lưu trữ ngày 9 tháng 3 năm 2008 tại Wayback Machine
Đô thị Kolkwitz gồm các phố:
| - Kolkwitz - Eichow - Gulben - Glinzig - Hänchen - Dahlitz - Papitz - Limberg - Krieschow | - Babow/Spreewald - Brodtkowitz - Kackrow - Klein Gaglow - Zahsow - Kunersdorf - Milkersdorf - Wiesendorf |